# دونالد سوبر
دونالد أوليفر سوبر، بارون سوبر (بالإنجليزية: Donald Soper, Baron Soper)‏ (31 يناير 1903 - 22 ديسمبر 1998)، كاهن ميثودي بريطاني، اشتراكي وسلامي. شغل منصب رئيس المؤتمر الميثودي عامي 1953 و 1954. بعد مايو من العام 1965 أصبح عضوًا في مجلس اللوردات.

## النشأة
وُلد سوبر في 36 نول رود، واندزورث، لندن، وهو الابن البكر بين أبناء إرنست فرانكام سوبر الثلاثة. والده خبير تسوية مطابات في التأمين البحري، جده خياط ووالدته كارولين إميليا المولودة عام 1877 ناظرة مدرسة وابنة بنّاء.
تلقى تعليمه في مدرسة أسكي جنوب لندن، وفي كلية سانت كاثرين وويسلي هاوس بجامعة كامبريدج وفي «لندن سكول أوف إيكونوميكس» حيث حصل على درجة الدكتوراه. كان دونالد رياضيًا متميزًا قاد فرق مدرسته في لعبة كرة القدم والكريكيت والملاكمة، لكنه توقف عن لعب الكريكت عندما قتل لاعبًا خصمًا بضربة سريعة عن طريق الخطأ.

## القسوسة
عُرض سوبر مرشحًا للقسوسة الميثودية، وعلى الرغم من أنه لا يزال قسيسًا تحت الاختبار (في أول تعيين له)، فقد سعى إلى تجمعات أكبر فبات يعطي عظاته في الهواء الطلق تيمنًا بمؤسسي الميثودية. منذ العام 1926 وحتى بلغ التسعينات من عمره، ألقى العظات في مراكز حرية التعبير في لندن وتاور هيل، ومنذ العام 1942 بدأ الوعظ في هايد بارك. كان يُشار إليه غالبًا باسم «دكتور سوببوكس» تكريمًا لجهوده الدعوية في الهواء الطلق. كان الرجل مثيرًا للجدل وسريع البديهة وساتطاع أن يجمع حشودًا غفيرة.
في 3 أغسطس من العام 1929، تزوج ماري دين. كان لديهم أربع بنات، كانت الصغرى منهن، كارولين، الزوجة الأولى للكاتب تيرينس بلاكر.
في وقت مبكر من قسوسته، تطرّف سوبر بسبب الفقر الذي شهده في مدينته. أصبح عضوًا فاعلًا في حزب العمل وكان الكثير من عظاته يركّز على المعاني السياسية للإنجيل المسيحي. في وقت متأخر من حياته، أغضب العديد من المحافظين عندما أعلن أن الكثير من سياسات مارغريت تاتشر تتعارض مع تعاليم الديانة المسيحية. منذ العام 1936 وحتى تقاعده عام 1978، كان كاهن كينغسواي هول وهي قاعة مركزية داخل الكنيسة الميثودية ومقر بعثة الميثودية في غرب لندن التي رعت  المجموعات المهمشة مثل الأمهات المشردات وغير المتزوجات والمدمنات على الكحول. في عام 1952، انتُخب رئيسًا للمؤتمر الميثودي، وهو الهيئة الحاكمة للكنيسة الميثودية وخدم فيه بين العامين 1953 و 1954.
تبنى سوبر العديد من القضايا المتطرفة. إضافة لكونه اشتراكيًا، فقد كان ممتنعًا عن استهلاك الكحول ومعارضًا قويًا للرياضات الدموية (كان رئيسًا للرابطة ضد الرياضات القاسية من العام 1967 إلى العام 1997) ولعب القمار (انتقد رابطة العائلة الملكية البريطانية بسبق الخيل)، كما كان من دعاة اللاعنفية فانضم إلى اتحاد تعهد السلام عام 1937 وبشر بالسلام خلال الحرب العالمية الثانية، واعتبر فعالًا لدرجة أنه مُنع من الظهور على بي بي سي. بعد الحرب أصبح مذيعًا منتظمًا برنامج «فكرة اليوم» الذي يُعرض على البي بي سي.

## تقاعده
بعد ما ترك القسوسية، أصبح كاهنًا متقاعدًا في كنيسة هيندي سانت ميثوديست في ماريليبون. انضم عام 1978 إلى أوين سبنسر توماس وتحدث بعمق عن وقته كشخصية مثيرة للجدل في هايد بارك كورنر وعن آماله بالمستقبل في برنامج بي بي سي الإذاعي «كويست إنتو 1978».
في سنواته الأخيرة، أصيب سوبر بالشلل بسبب التهاب المفاصل واضطر إلى استخدام كرسي متحرك، لكن حالته لم تمنعه من الوعظ والظهور في الأماكن العامة. توفي في 22 ديسمبر من العام 1998 عن عمر يناهز 95 عامًا.

## وصلات خارجية
- دونالد سوبر على موقع IMDb (الإنجليزية)
- BBC news obituary